# The Firm
The Firm byla anglická superskupina zformovaná v roce 1984 bývalým členem skupiny Free a Bad Company zpěvákem Paulem Rodgersem a bývalým členem skupiny Led Zeppelin, kytaristou Jimmy Pagem.

## Historie
V roce 1983 absolvoval Jimmy Page s řadou hudebníků,mimo jiné Eric Clapton, Jeff Beck, Steve Winwood aj. sérii speciálních koncertů, jejichž výtěžek šel na fond ARMS ve prospěch nemocných roztroušenou sklerózou. Na americké části tohoto turné pozval Jimmy místo zaneprázdněného Steva Winwooda a Paula Rodgerse, se kterým již předtím nezávazně plánoval spolupráci, ale Paul se pustil do nahrávání svého sólového alba. Poté, co jej dokončil, připojil se k americké části turné ARMS a zpíval ve skladbách "Who's to Blame", "City Sirens", "Boogie Mama" (ze své sólové desky "Cut Loose") a v nové společné skladbě "Bird On a Wing", později přejmenované na "Midnight Moonlight".
Na počátku roku 1984 se společně rozhodli založit stálou koncertní kapelu. V srpnu 1984 se uskutečnily zkoušky a konkurzy ve studiu Nomis. Post baskytaristy byl nejprve nabídnut Pinu Palladinovi, který ale jezdil s kapelou Paula Younga a tak Jimmy pozval Tonyho Franklina. Na post bubeníka chtěl Jimmy původně člena Yes Billyho Bruforda, který měl ale kontrakt u jiného vydavatelství a tak na post bubeníka nastoupil Chris Slade (bývalý bubeník u Toma Jonese, Uriah Heep nebo Manfred Mann's Earth Band).
Nová sestava si odbyla debut vystoupením ve Stockholmu 29. listopadu 1984. Po dva večery také zaplnili Hammershmit Odeon. Koncertní program skupiny čerpal z minulého katalogu Rodgerse i Page a koncentroval se na materiál z Jimmyho alba "Death Wish II" a Paulovy desky "Cut Loose". I přes hvězdné složení skupina ani jedním ze svých dvou albu výrazněji neuspěla. První album bylo vydáno počátkem roku 1985 a jedině skladba "Midnight Moonlight" a singl "Radioactive" zahechaly trvalejší dojem. Po americkém turné skupina ještě koncertovala v Británii, kde se uvedla vystoupeními v Birmingham NEC, Edinburgh Playhouse a Wembley Arena. Poslední koncert se už odehrál před poloprázdným hledištěm. Přesto se nenechali odradit a koncem roku 1985 natočili ve studiu The Sol druhou desku Mean Business. Album vyšlo nejprve v USA (leden) a později ve Velké Británii (březen) a dostalo se mu jen vlažné odezvy. V americkém žebříčku se dostalo nejvýše na 22. příčku, v britském pouze na 46.
28. května 1986 skončilo v Detroitu nejen americké turné skupiny, ale také její krátká existence. Jimmy Page a Paul Rodgers se vrátili k sólovým aktivitám, Chris Slade se připojil k AC/DC a Tony Franklin začal spolupracovazs kytaristou Johnem Sykesem v jeho skupině Blue Murder.

## Obsazení
- Paul Rodgers: zpěv, rytmická kytara, akustická kytara
- Jimmy Page: elektrická, rytmická a akustická kytara
- Tony Franklin: baskytara, klávesy, syntezátor
- Chris Slade: bicí, perkuse, doprovodné vokály

## Discografie

### Alba
- The Firm (1985)  #17,  #19
- Mean Business (1986)  #22,  #46

### Významné singly
- "Radioactive" (1985)  #28
- "Satisfaction Guaranteed" (1985)  #73
- "All The King's Horses" (1986)  #61
- "Live In Peace" (1986)